# Batalla de Torreblanca
La batalla de Torreblanca fue un enfrentamiento entre el bando carlista y el isabelino durante la Primera Guerra Carlista, resultando victoriosos los segundos.

## Antecedentes
En el frente de Aragón y el Maestrazgo, la ejecución del líder carlista Manuel Carnicer ocasionó la asunción del mando de este frente por Ramón Cabrera. En la primavera de 1836, este ya comandaba 6.000 hombres y 250 caballos que operaban en el entorno de Cantavieja, que se fortificó y se convirtió en el centro de operaciones, con una prisión, fábrica de artillería y dos hospitales.
Cabrera se unió a la Expedición Gómez para intentar tomar Madrid, dejando debilitado el Maestrazgo, tras un golpe que finalizó el periodo de paralización del ejército causado por el motín de La Granja de San Ildefonso, se nombró a Evaristo San Miguel como comandante del ejército del Centro,
Cantavieja, en ausencia de Cabrera, estaba defendida en aquel momento por el gobernador militar carlista Magí Miquel,[5] que contaba solo con un batallón, una patrulla y la Compañía de Artillería. y todo y los esfuerzos de José María de Arévalo, Evaristo San Miguel, Cantavieja fue tomada el 31 de octubre de 1836. Los 200 defensores, en clara inferioridad numérica, se refugiaron en el fuerte exterior cuando empezó el fuego de artillería, y de allí intentaron huir por los barrancos para reunirse con la fuerza de socorro, pero fueron abatidos por las tropas liberales, y los prisioneros abrieron las puertas de la ciudad a sus liberadores.
Privados los carlistas del Maestrazgo de su capital y fábrica de artillería, Arévalo se enfrentó a numerosas deserciones hasta que el 9 de enero de 1837 Ramón Cabrera, todavía recuperándose de las heridas, se presentó en Rubielos de Mora, recompuso las tropas y la moral, y lanzó un ataque en dos columnas, comandadas por Cabrera y Luis Llagostera y Casadevall sobre las huestes de Castellón, que se reunieron en Castelló y fusiló un destacamento liberal en Pla del Pozo, de regreso a los Puertos hicieron noche en Oropesa y se dirigieron el 20 de enero en Torreblanca.
Cayetano Carlos María Borso di Carminati, capitán de la brigada auxiliar, al frente de 3.000 portugueses salió se Alcalá de Chivert y acampó en Torreblanca y durante la noche ordenó la construcción de barricadas.

## La batalla
El 11 de noviembre, Ramón Cabrera, todavía recuperándose de las heridas recibidas en Arévalo de Sierra, ordenó a Llangostera encabezar el ataque, y a Pertegaz y a Pons el ataque sobre posiciones clave, consiguiendo hacer huir al enemigo, Cabrera ordenó a la reserva cargar sobre los fugitivos, pero al ser herido Cabrera pararon la persecución.

## Consecuencias
Los carlistas se retiraron hasta Cuevas de Vinromá y llegaron a Cenia. Cayetano Borso di Carminati se refugió en Torreblanca y cuando se sintió seguro marchó hacia Vinaroz, finalmente, renunció al mando de la brigada.
Llangostera derrotó a los liberales en febrero en Buñol y en marzo en Burjassot, llegando en una incursión hasta Orihuela, el cúmulo de derrotas cristinas causó la sustitución de Evaristo San Miguel por Marcelino de Oraá Lecumberri como comandante del ejército Central.
Cantavieja fue recuperada por Juan Cabañero y Esponera el 24 de abril de 1837, cuando su guarnición se rindió, y poco después tomó Sant Mateu.Tras un golpe Morella fue capturada por los carlistas en enero de 1838, al estar completamente amurallada se convirtió en la capital carlista y se trasladaron las instalaciones de Cantavieja.